# 伍振榮
伍振榮（英語：Chun Wing NG, Alex），香港攝影家、策展人、攝影藝評家、攝影講師及攝影文化人。

## 生平
早年在九龍深水埗成長，1974年畢業於福榮街官立小學上午校，於1974年至1977年就讀中華基督教會基協中學，後來在1977年至1980年入讀格致英文書院。預科畢業後入讀香港樹仁學院，並在1985年畢業於新聞系。1987年創辦《攝影雜誌》，同年開始在樹仁大學任教新聞攝影，1997年創辦全球第一本中文數碼攝影月刊《數碼影像Digital Photo Imaging》，2002年改稱《DCphoto》，十多年來有關攝影的著作包括《Nikon相機全集》、《Canon相機全集》、《光與曝光》、《影像謊言》、《Photoshop數碼攝影：專業執相手冊》、《攝影天書》、《曝光天書》、《數碼黑白攝影》等數十種。
伍振榮由1987到2015年曾任香港樹仁大學新聞與傳播學系講師及高級講師，二十多年間教導出不少記者和攝影記者。曾任國際攝影大賽IPA的評委，也曾是香港藝術發展局視覺藝術評審員，《攝影雜誌》及網媒《Photo News攝影日報》總編輯。《攝影雜誌》出刊超過30年後於2017休刊，2019開始在YouTube經營個人頻道「攝影獨白Alex NG」。
伍振榮於2018年把其攝影雜誌和相關傳媒業結業後, 移民台灣, 但最終移民台灣失敗，於2024年移居英國碧仙桃。

## 個人展覽
- 莫内故園 ── 個人數碼影像展覽(1999)
- Wish You Were Here (2005)
- 惠安女 (2005，中國(桂林)國際攝影節)
- 惠安女 (2006，臺灣國際視覺中心TIVAC)
- SALUTE：向十位自強不息的媽媽致敬 (2008)
- 香港根 (2008，PIP平遙)
- 非常決定性(2008)
- 80年代初的〔中國‧人〕(2009)
- LES PARISIENS 人間定格 (2009)
- 是他也是你和我(2010)
- 留下回憶的一天(2011)
- 雷生春故貌(2012)
- 少年遊(2017)
- LES PARISIENS人間定格(2021, 台北)

## 著作
- 《Nikon相機全集》， 1988年出版
- 攝影多面睇(1998)
- 《光與曝光》(2002-2005，共三版)
- 《Photoshop CS2數碼攝影：專業執相手冊》， 2006年出版
- 《影像謊言》， 2006
- 《數碼攝影自學實用手冊》
- 《Nikon Coolpix使用手冊》
- 《數碼商業攝影》
- 《數碼攝影易學手冊》
- 《PHOTOSHOP CS影像魔法 I》
- 《PHOTOSHOP CS影像魔法 II》
- 《數碼天文攝影》
- 《數碼女像攝影》
- 《Nikon 相機全集圖鑑篇》
- 《DV數碼攝錄實用攻略》
- 《Olympus E-System數碼相機使用手冊》
- 《Nikon 數碼單鏡反光相機使用手冊》
- 《緣來攝影Monologue On Photography Vol.1》,2006
- 《攝影獨白Monologue On Photography Vol.2》,2006
- 《攝影觀念Monologue On Photography Vol.3》,2006
- 《Canon相機使用手冊》
- 《α100全攻略本 數碼單鏡反光相機使用手冊》
- 《Nikon D40x 數碼單鏡反光相機超級手冊》
- 《Snapshot@SexCity 非常決定性》
- 《Snapshot 決定性瞬間解碼》
- 《Canon EOS 40D 數碼單鏡反光相機超級手冊》
- 《Nikon D700數碼單反超級使用手冊》
- 《攝影視覺藝術 PHOTOGRAPHY AS VISUAL ART》
- 《香港攝影20年》， 2007年出版
- 《Nikon D300數碼單反超級使用手冊》
- 《Nikon D90數碼單反超級使用手冊》
- 《Sony A900數碼單反超級使用手冊》
- Photoshop數碼執相天書(2003-2015，共九版)
- 香港攝影20年(2007)，〔編〕
- Snapshot@Decisive Moment決定性瞬間解碼(2007)
- Nikon相機故事(2008)
- 攝影視覺藝術(2008)
- 攝影天書(2008-2017，共十版)
- Canon相機故事(2009)
- 曝光天書(2012-2014，共三版)
- 黑白攝影(2013-2014，共兩版)

## 家庭
伍振榮兒子名叫伍皓天，父子兩人分別於1980年代和2010年代於香港樹仁大學就讀。

## 外部連結
- 伍振榮 Alex Ng facebook fan page （页面存档备份，存于）
- 伍振榮 Alex Ng YouTube頻道 （页面存档备份，存于）